# Robert Crumb
Robert Crumb (Filadelfia, Pensilvania, 30 de agosto de 1943) es un historietista, ilustrador y músico estadounidense. Fue uno de los fundadores del cómic underground y es quizá la figura más destacada de dicho movimiento. Aunque es uno de los más conocidos autores de cómic, su carrera se ha desarrollado siempre al margen de la industria. Como músico, formó parte de la banda R. Crumb & His Cheap Suit Serenaders, dedicada a la difusión de la música popular estadounidense compuesta en la década de 1920.

## Biografía

### Infancia y juventud
Robert Crumb, uno de los cinco hijos del militar de carrera Charles V. Crumb, creció en un ambiente católico y conservador. Su interés por el cómic se despertó muy pronto gracias a su hermano mayor, Charles, quien, además de prestarle comic-books de E.C.Segar, Carl Barks y Walt Kelly, entre otros, le imponía la obligación de dibujar constantemente. Robert y sus hermanos produjeron pronto sus propios cómics (Foo, Crumb Brothers Almanac), que vendían por el vecindario. En 1956, Robert descubrió la revista Mad, y quedó fascinado por dibujantes como Harvey Kurtzman, Basil Wolverton y Will Elder.
En octubre de 1962 se trasladó a Cleveland, Ohio, donde encontró trabajo dibujando tarjetas de felicitación para la empresa American Greetings Card Company. Allí conoció, en 1964, a la que se convertiría en su primera esposa, Dana Morgan. En 1965 realizó algunos trabajos para una revista, Help, dirigida por Harvey Kurtzman. Alentado por la reacción favorable que encontraron algunos dibujos suyos publicados en fanzines underground, decidió en 1967 trasladarse a San Francisco, en pleno auge de la psicodelia y el flower power. Allí editó el primer número de su fanzine Zap Comix, a comienzos de 1968. Dicha publicación se considera el acta de nacimiento del cómic underground estadounidense.

### La popularidad a través del underground
Utilizando el estilo de las tiras de prensa de comienzos del siglo XX, Crumb abordaba abiertamente en Zap Comix el sexo y la crítica política, lo cual resultó enormemente transgresor en aquellos años, sobre todo teniendo en cuenta que el cómic en Estados Unidos había estado tradicionalmente orientado hacia el público juvenil. El éxito de su publicación atrajo a otros artistas interesados en la contracultura, y Crumb abrió las páginas de Zap Comix a autores como Spain Rodríguez, Rick Griffin, S. Clay Wilson, Victor Moscoso, Robert Williams y Gilbert Shelton.
En las páginas de Zap Comix, del East Village Other, de Oz y de muchas otras publicaciones underground, Crumb creó personajes que se convirtieron en iconos de la contracultura, como Mr. Natural, el Gato Fritz, Flakey Foont, Shuman the Human o Angelfood McSpade, los cuales "sienten el asco de la gran ciudad, son los sujetos a reprimir o exterminar porque no participan del modo de vida norteamericano" y exhiben "la perturbadora idea de que hay que gozar de la vida y rechazar todas las imposiciones".
Crumb alcanzó con ellos una gran popularidad, y recibió encargos para diseñar portadas de discos de rock; obra suya es la cubierta del álbum Cheap Thrills (1968), del grupo Big Brother and the Holding Company, cuya cantante era Janis Joplin.
El director de películas de animación Ralph Bakshi produjo en 1972 un largometraje de dibujos animados sobre el gato Fritz (que fue, por cierto, la primera película de dibujos animados clasificada "X"). A pesar del éxito del filme, Crumb estuvo siempre en desacuerdo con la adaptación de su personaje al cine, y mostró su disgusto "matando" a Fritz  en The People's Comics (1972), cuando una mujer-avestruz le destroza la cabeza con un picahielos.

### El retiro del mundanal ruido
En los años siguientes, decidió retirarse a una granja apartada, rechazando incluso ofertas de los Rolling Stones para dibujarles una portada. Tras la crisis de su primer matrimonio, se casó con Aline Kominsky, también dibujante de cómics, con la que colaboró en numerosas ocasiones. Continuó colaborando en innumerables publicaciones más o menos underground, desarrollando sus historietas autobiográficas —para algunos, lo más interesante de su obra—, en las que se explaya, entre otras cosas, sobre su difícil relación con las mujeres (notablemente mejorada cuando alcanzó el éxito, como él cínicamente admite) o su afición por el blues de los primeros tiempos. Su interés por la música no se limitó al coleccionismo (compulsivo) de discos de 78 r. p. m., sino que llegó a fundar su propio grupo de música tradicional, los Cheap Suit Serenaders, en el que toca el banjo. Gracias a su interés por el coleccionismo de discos antiguos, conoció al guionista Harvey Pekar, con quien colaboró en el cómic American Splendor (1976). Ese mismo año habría abandonado también el consumo de hierba, según confesión del propio autor a Harvey Kurtzman.

### Weirdoy lahistorieta alternativa
En marzo de 1981 fundó la revista Weirdo, que dirigió hasta su décimo número, cediendo el testigo a Peter Bagge; cuando Bagge se retiró, en el número 17, la dirección pasó a la esposa de Crumb, Aline Kominsky, hasta su cierre en el número 27.

### Estancia en Francia
En 1991 se instaló con Aline en el sur de Francia. Al año siguiente, su obra fue objeto de una importante exposición en el Festival del Cómic de Angulema. En 1994, Terry Zwigoff, viejo amigo de Crumb, dirigió un documental sobre su vida (Crumb), en el que tanto el artista como sus familiares colaboraron con absoluta entrega, y que es un documento indispensable para conocer sus peculiares obsesiones y su entorno familiar, marcado por las educación represiva de sus padres y las enfermedades mentales que fueron desarrollando sus hermanos.

## Obra
El estilo gráfico de Crumb mezcla influencias de artistas de los primeros años del cómic, como Billy DeBeck, autor de la tira de Barney Google, C.E. Brock, Rube Goldberg y E.C. Segar (creador de Popeye). El autor ha citado también entre sus mayores influencias a Carl Barks (que dibujó para Disney historietas del Pato Donald), Harvey Kurtzman y John Stanley, el segundo autor de La pequeña Lulú, que adaptó para historieta larga.
En el terreno ideológico, el divulgador Javier Coma observa en los primeros cómics de Crumb, "por debajo de su enfrentamiento al sistema, una postura crítica hacia las degeneraciones sociopolíticas de la contestación", apuntándose "los retornos nostálgicos de Crumb a una vida anti-urbana pretérita, poetizada por las viejas costumbres y la genuina música popular".

## Valoración
Las opiniones sobre la obra de Crumb están muy divididas. Para algunos críticos, es uno de los grandes artistas del siglo XX, comparable a escritores satíricos como François Rabelais, Jonathan Swift y Mark Twain, o a pintores como Brueghel y Goya. Es cierto que el autor, que no oculta en sus historietas autobiográficas sus obsesiones sexuales, no se ha preocupado nunca de mantenerse fiel a lo políticamente correcto, por lo que su lectura puede resultar incómoda y hasta ofensiva para algunos.[cita requerida]
Es indudable, sin embargo, que el trabajo de Crumb ha tenido una repercusión enorme en la historia del cómic mundial, abriendo para la historieta temáticas anteriormente vedadas. Es más que notable su influencia en autores estadounidenses contemporáneos como Peter Bagge, Daniel Clowes y Joe Matt, entre muchos otros. En España, la divulgación de sus cómics fue determinante en la obra de autores como Gallardo, Max y Martí.

## Ediciones
La obra de Crumb, dispersa en numerosos fanzines y revistas, ha comenzado a ser recopilada por la editorial Fantagraphics Books.
En España, su obra fue editada por la revista Star y en forma de álbumes recopilatorios por Pastanaga Series ("Las aventuras de R. Crumb", en 1977, y "Los comix de Crumb", en 1978). Después, irían apareciendo historietas sueltas en las revistas "El Víbora" y "Makoki"; muchas de esas serían después recogidas en álbumes. Actualmente, sus obras completas están siendo publicadas por Ediciones La Cúpula, que ha editado hasta el momento los siguientes títulos:
1. "Mis problemas con las mujeres"
2. "Si yo fuera rey"
3. "La historia de mi vida"
4. "Mode O'Day"
5. "El gato Fritz"
6. "Mr. Natural: Los orígenes"
7. "Mr. Natural: Las revelaciones"
8. "Mr. Natural: Los misterios"
9. "Mr. Snoid y Angelfood McSpade"
10. "Conoce a tu enemigo"

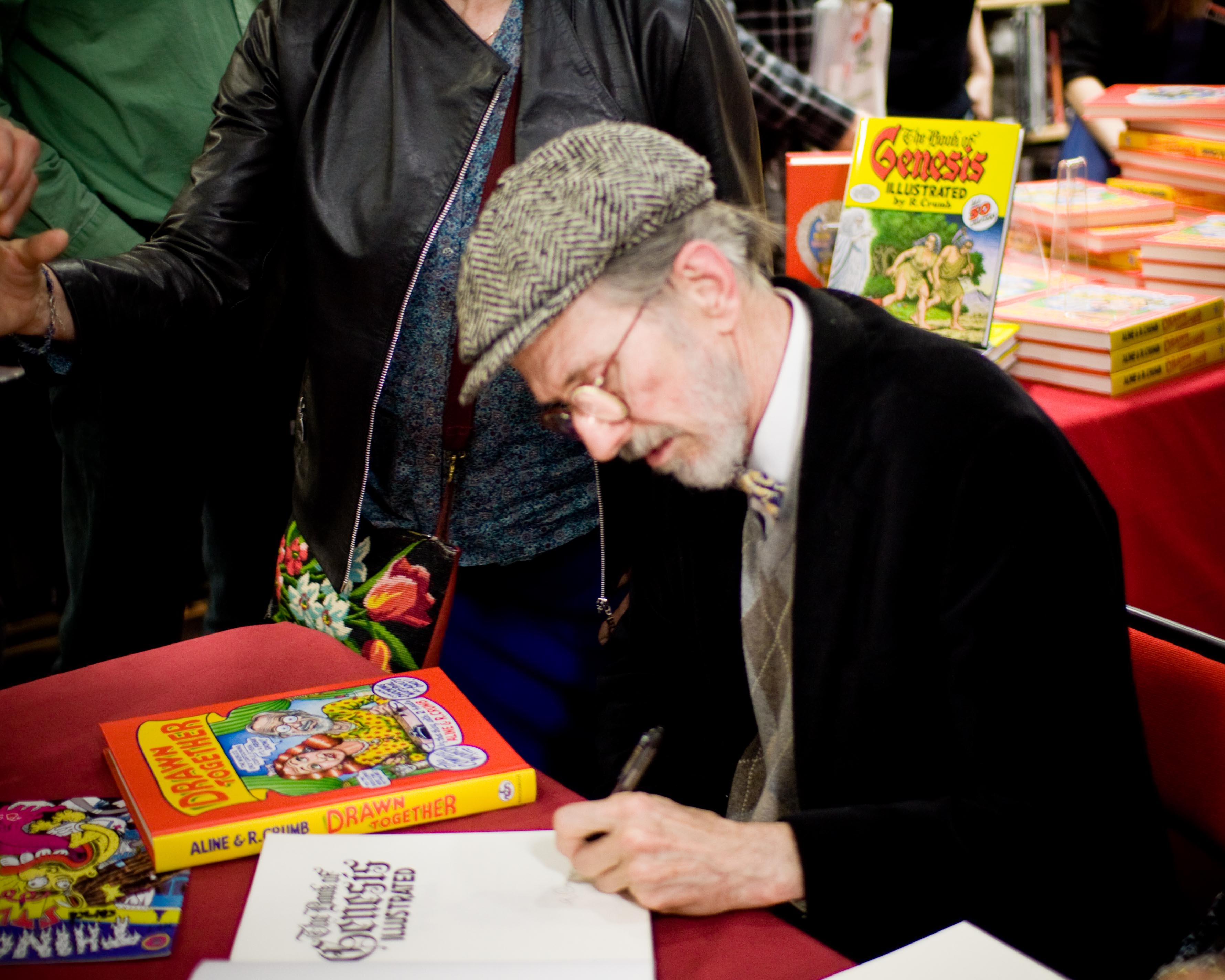
Firma de ejemplares de Génesis, en el 2012; se ve también un ejemplar de ¡Háblame de amor! (Drawn Together: The Collected Works of R. and A. Crumb, 2012).

11. "El maravilloso mundo de los Crumbtoons"
12. "American Splendor. Los cómics de Bob y Harv"

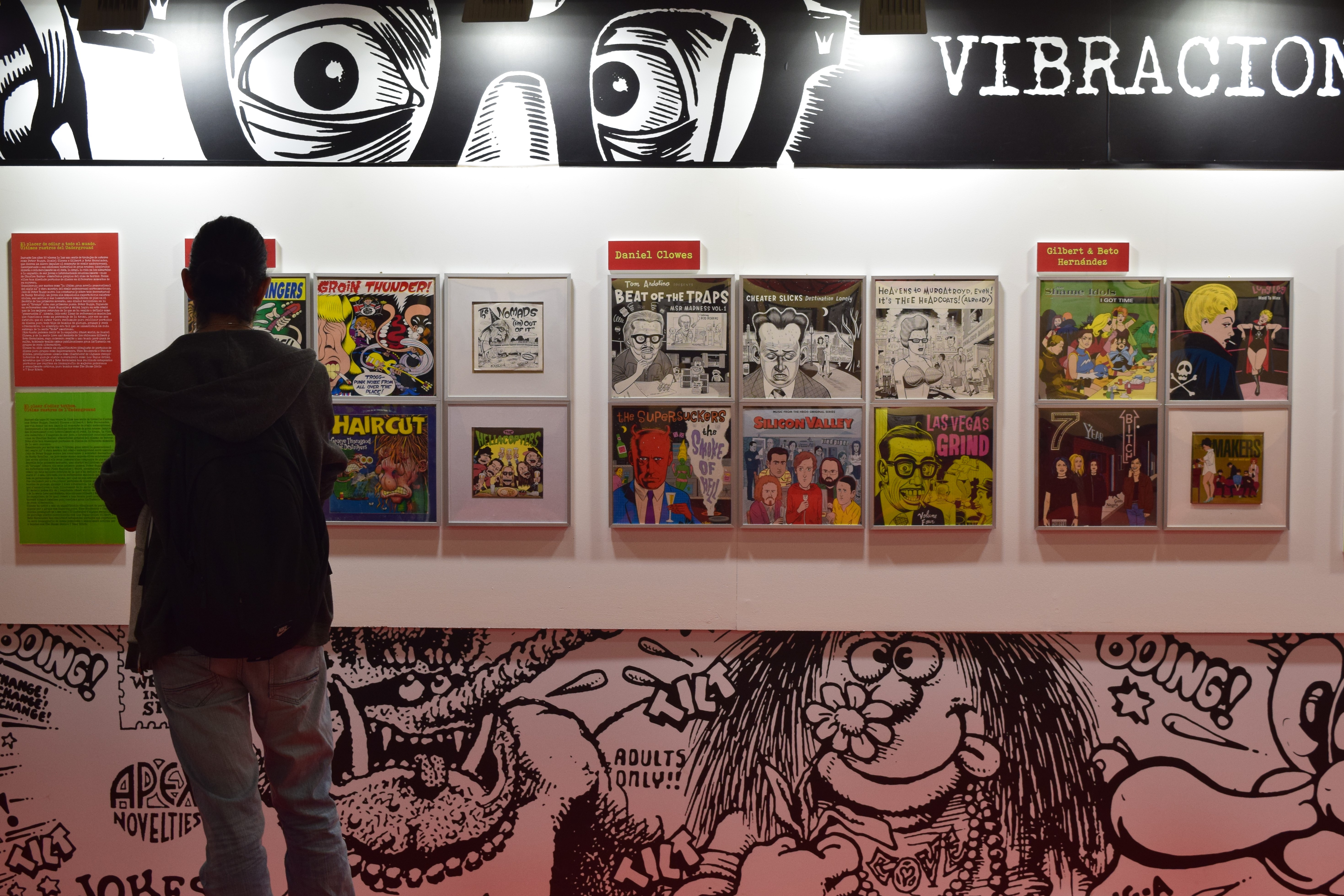
Representaciones del personaje de G. Shelton Superserdo y de otros dos de R. Crumb, que son Flower Child y Huevos Ackley (Eggs Ackley), en un mural tras un panel de exposición, en la edición del 2019 del Salón de Barcelona.

13. "Melodías animadas"
14. "Chicas, chicas, chicas"
15. "Las reflexiones del tío Bob"
16. "Realmente patéticos"
17. "Génesis"

## Premios y candidaturas
- 2010 Premio Haxtur al "Mejor Dibujo" por KAFKA en el Salón Internacional del Cómic del Principado de Asturias.
- 2010 Candidato al Premio Haxtur a la "Mejor Historia Larga" por KAFKA en el Salón Internacional del Cómic del Principado de Asturias.
- 2010 Candidato al Premio Haxtur al "Mejor Dibujo" por KAFKA en el Salón Internacional del Cómic del Principado de Asturias.